# یومی اوبا
یومی اوبا (ژاپنی: 大部 由美؛ زادهٔ ۱۵ فوریهٔ ۱۹۷۵) بازیکن فوتبال اهل ژاپن و عضو تیم ملی فوتبال زنان ژاپن است که در تاریخ ۲۱ اوت ۱۹۹۱ میلادی اولین بازی ملی‌اش را انجام داد. او در ۸۵ بازی ملی حضور داشت و آخرین بازی ملی خود را در تاریخ ۶ اوت ۲۰۰۴ میلادی انجام داد. یومی اوبا در بازی‌های ملی‌اش
۶ گل به ثمر رساند.